# Panesthia strelkovi
Panesthia strelkovi es una especie de cucaracha del género Panesthia, familia Blaberidae.

## Distribución
Esta especie se encuentra en China.